# NGC 4429
NGC 4429 (również PGC 40850 lub UGC 7568) – galaktyka spiralna (S0-a), znajdująca się w gwiazdozbiorze Panny. Została odkryta 15 marca 1784 roku przez Williama Herschela. Należy do Gromady w Pannie.